# Мост Бескудниковской ветки
Мост Бескудниковской ветки — пешеходный мост через Яузу в районе Свиблово. Бывший железнодорожный мост ветки Бескудниково — Лосиноостровская Московской железной дороги. Мост соединяет Сельскохозяйственную улицу в районе владения № 64 и Игарский проезд возле дома № 19.
В 2024 году признан московскими властями исторически ценным градоформирующим объектом.

## История
Одноколейная Бескудниковская железнодорожная ветка была сооружена Саввой Мамонтовым в начале 1900-х годов и до постройки Савёловского вокзала соединяла Савёловское направление Московской железной дороги с Ярославским вокзалом. В месте пересечения путей с Яузой был перекинут металлический клёпаный мост с ездой поверху. Новое значение железная дорога приобрела с постройкой на северной окраине Москвы в Свиблово в конце 1920-х годов Института пути Народного комиссариата путей сообщения СССР, первого в мире специализированного института транспортного строительства. Бескудниковская ветка использовалась для обкатки новых поездов, в том числе первых советских пригородных электричек, а мост через Яузу был оборудован датчиками, которые определяли уровень предельной нагрузки при прохождении состава. Также неподалёку от моста располагался карантин для сельскохозяйственных животных, которых привозили на Всесоюзную сельскохозяйственную выставку.
В годы Великой Отечественной войны на участке между мостом и зданиями института была размещена 21-я батарея 176 зенитного артиллерийского полка Красной Армии, которая прикрывала от воздушных налётов районы Дегунино, Лианозово, Медведково, Бабушкин, Фуниково, платформы Северянин, Лось, Яуза, Мытищ и Калининского, где были расположены важные промышленные объекты, железнодорожные коммуникации, паровозные и вагонные депо. Во время бомбардировок мост не пострадал.
По одной версии, в 1960-х годах мост постройки 1900-х годов был демонтирован, а ниже по течению Яузы был возведён аналогичный, по другой версии металлическое пролётное строение старого моста было перенесено на новые опоры с 1942 по 1951 годы.  Со включением территории прохождения Бескудниковской железнодорожной линии в состав Москвы шумный полигон Института пути был перенесён дальше в область, а Бескудниковская ветка стала преимущественно пассажирской. С продлением в районы вблизи Свиблово Калужской-Рижской и Серпуховско-Тимирязевской линий Московского метрополитена и организацией трамвайных маршрутов ветка железной дороги потеряла прежнее значение и в 1987 году была упразднена. На месте железнодорожных путей были построены жилые дома, а мост через Яузу был заброшен и служил пешеходным. В 2001—2006 годах мост был реконструирован: с него сняли деревянные элементы конструкции, пешеходную часть сузили и оборудовали перилами.

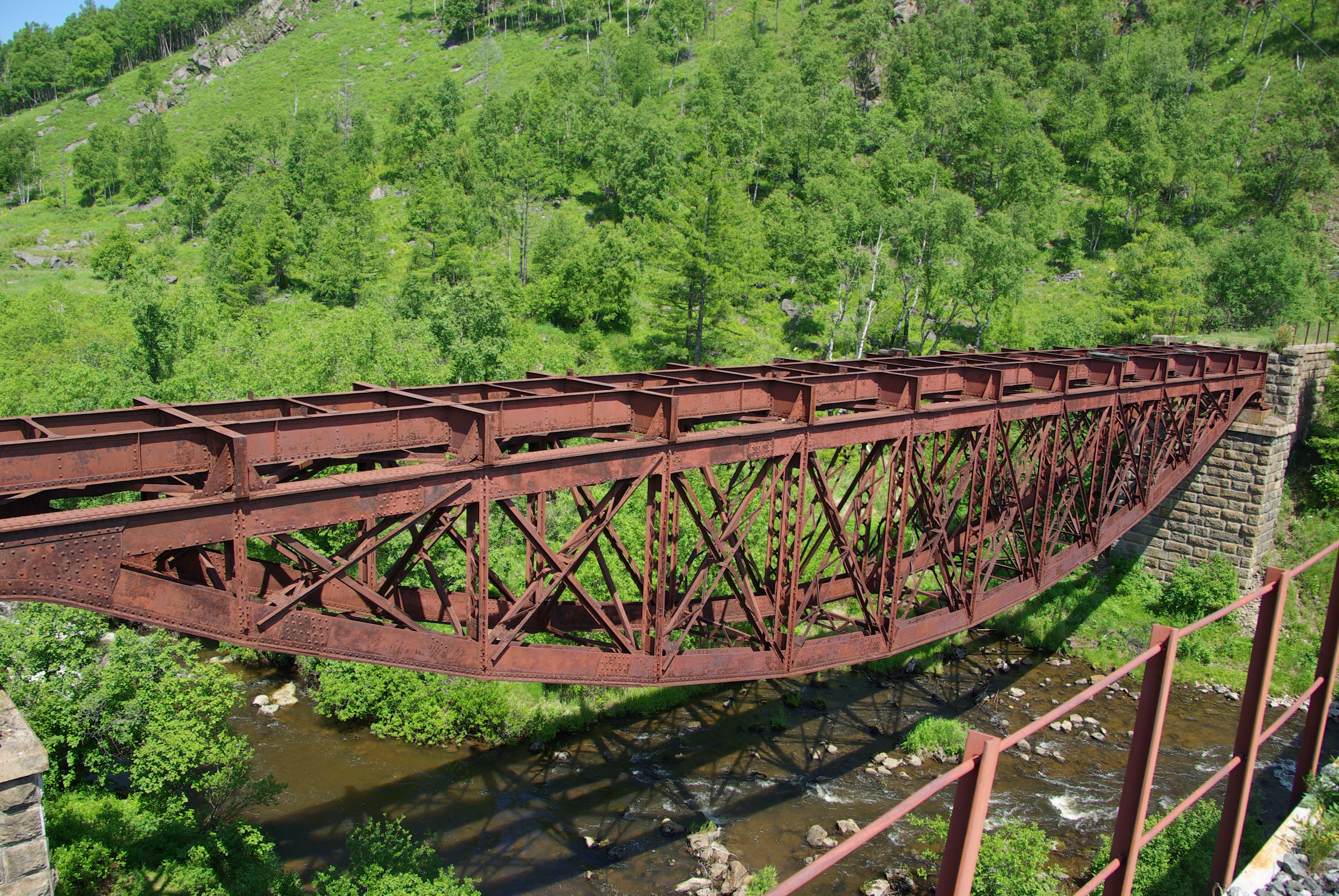
Мост через Шабартуй на КБЖД

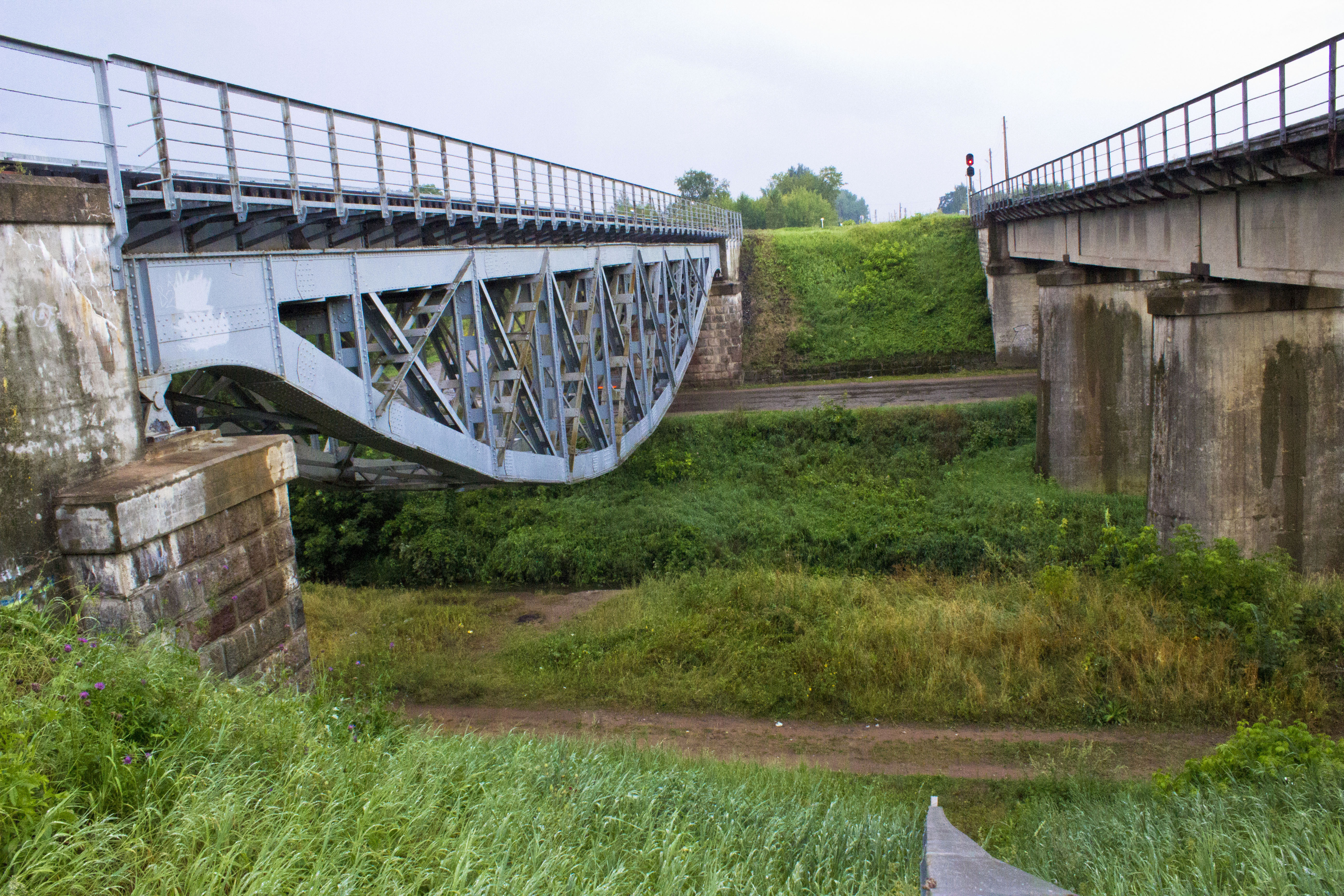
Мост в латвийском Резекне

Известны другие сохранившиеся мосты по данному проекту:
- на Кругобайкальской железной дороге[10] (год постройки 1904[11]) через речку Шабартуй
- мост через реку Резекне в одноимённом латвийском городе (построен в 1899 году, взорван в 1944 году, реконструирован в 1947 году[12])

## Мост в культуре
На бывшем железнодорожном мосту через Яузу развиваются события видеоклипа «Братва, не стреляйте друг в друга», снятом в начале 1990-х годов на одноимённую песню Евгения Кемеровского. На мосту снималась сцена бандитской разборки, во время которой взрывался один из автомобилей. По свидетельству одного из местных жителей, обломки пролежали на мосту почти год после съёмок, после были сброшены вниз и вывезены только после начала берегоукрепительных работ на Яузе.